# Pop Aye
Pop Aye (in thai: ป๊อปอาย มายเฟรนด์) è un film singaporiano-thailandese del 2017, scritto e diretto da Kirsten Tan. Si tratta del primo lungometraggio della regista.

## Trama
Thana, un architetto di mezza età, è disilluso e in declino sul lavoro così come a casa: apprende che la sua opera-capolavoro giovanile, considerata "antiquata", sarà distrutta da giovani architetti ambiziosi, ed è rifiutato dalla consorte Bo per mancanza di desiderio.
Un giorno, mentre vaga per la città di Bangkok, si imbatte in un elefante che si rivela essere il suo compagno d'infanzia, Pop Aye. Elettrizzato, decide di riportare l'animale al villaggio nella Thailandia rurale (provincia di Loei, Isan) dove entrambi sono nati e cresciuti, sotto le cure di suo zio Peak. Insieme partono dunque per il viaggio.

## Produzione
Nel 2014, il progetto del film ha vinto il premio di produzione del TorinoFilmLab da 60.000 euro. Le riprese si sono svolte in Thailandia.

## Distribuzione
La première mondiale del film ha avuto luogo il 19 gennaio 2017 (giorno anche della data di uscita in Brasile) al Sundance Film Festival. Il 30 dello stesso mese, è stata la volta dell'International Film Festival Rotterdam.
A Singapore, il film è uscito il 13 aprile 2017.
In Italia, il film è stato selezionato al Torino Film Festival 2017.

## Accoglienza
Sull'aggregatore di recensioni Rotten Tomatoes, il film ha un punteggio di approvazione del 90% basato su 29 recensioni, con una valutazione media ponderata di 6,7/10. Su Metacritic, il film ha un punteggio medio ponderato di 73 su 100, basato su 13 critici, che indica "recensioni generalmente favorevoli".

## Riconoscimenti
- 2017
  - International Festival of Independent Cinema Netia Off Camera: fIPRESCI International Critics Prize (Jury Award)
  - International Film Festival Rotterdam: Big Screen Award
  - Sundance Film Festival: World Cinema Dramatic Special Jury Award: Screenwriting
  - Zurich Film Festival: Golden Eye (miglior lungometraggio internazionale)